# Bindestreg
Bindestregen ( - eller ‐ ) er et symbol brugt i grammatisk tegnsætning. Den bruges til at lave sammensatte ord eller adskille stavelser ved linjeskift. Den er ikke at forveksle med tankestregen, der blandt andet kan se ud som –, — eller ―. Bindestreger skrives uden afstand (mellemrum) til de omgivende orddele.

## Brug i sammensatte ord
Bindestregen bruges ved specielle former for sammensatte ord. For eksempel ved sammensætning af fremmedord eller forkortelser:
Anders Fogh Rasmussen deltog i NATO-topmødet, hvilket mange Greenpeace-demonstranter ikke brød sig om.
Og ligeledes ved sammensætning med tal:
Han inviterede mange 20-årige piger til sin 50-årsfødselsdag.
Hvad almindelige ord angår, kan man vælge at bruge bindestreg hvis det letter læsningen. Hvis man således finder
Landene vedtog en ikkeangrebspagt.
besværlig at læse, kan man vælge at skrive:
Landene vedtog en ikke-angrebspagt.
Bindestregen kan også indsættes ved lange, sammensatte ord til at præcisere betydningen og delingen:
Han havde fået et glimrende job som sporvogns-skinne-skidt-skraber.

## Brug ved linjeskift
Ved linjeskift bruges bindestregen til at dele stavelserne i et ord over flere linjer:
Han havde netop fået udrejse-
visum af det danske udenrigs-
ministerium.
Ved sådanne orddelinger er der en række regler, som man så vidt muligt skal søge at overholde.

### Ingen bogstaver står alene
Det skal så vidt muligt undgås, at bogstaver står helt alene, hvis en enkelt vokal udgør en stavelse:
Det var et eksempel på i-
roni som taget ud af Utopi-
a.
Sådanne 1-bogstavsstavelser skal undgås. Enten skal hele ordet flytte linje, eller også skal flere stavelser stå på hver linje:
Det var et eksempel på 
ironi som taget ud af Uto-
pia.

### Deling af sammensatte ord
Hvis et ord naturligt er sammensat af flere ord, skal disse ord så vidt muligt deles op:
Den slags udtalelser er jo smagsdom-
meri af værste skuffe.
Her skal ordet hellere deles op, så de to ord kommer hver for sig:
Den slags udtalelser er jo smags-
dommeri af værste skuffe.
I sådanne situationer skal man dog passe på, at man ikke deler efter sædvanlige stavelsesregler (som var det ét, sammenhængende ord), men deler korrekt mellem ordene. Det hedder ikke:
Den uhyggelige film gav ham et ang-
stanfald, som skulle medicineres.
I stedet skal ordene deles korrekt:
Den uhyggelige film gav ham et angst-
anfald, som skulle medicineres.

## Brug ved datoer
Ved nogle datoformater bruges bindestreg ofte til at adskille:
Han er udstationeret fra 2005-10-12 til 2006-03-20.
Men sædvanlige danske datoformater benytter dog ikke bindestreger:
Han er udstationeret fra 12. oktober 2005 til 20. marts 2006.

## I betydningenfra ... til
Bindestreger kan angive intervaller mellem to tal eller en forbindelse mellem to ord:
Dette puslespil er beregnet for børn i alderen 3-5 år.
Der kører lyntog på strækningen København-Århus
I denne betydning kan man også benytte tankestreg – her skal der i modsætning til bindestregen være mellemrum før og efter tegnet:
Dette puslespil er beregnet for børn i alderen 3 – 5 år.
Der kører lyntog på strækningen København – Århus
Der er dog også trykte skrifter der anvender tankestregen til intervaller uden at sætte mellemrum omkring:
Dette puslespil er beregnet for børn i alderen 3–5 år.
Der kører lyntog på strækningen København–Århus

## Forkert brug
Bindestreger anvendes nogle gange i stedet for tankestreger – fx til at markere indskudte sætninger.
Det er ikke korrekt på tryk, men almindeligt i sammenhænge, hvor man ikke har nem adgang til en rigtig tankestreg – fx i e-mails.
I angivelse af intervaller er det en fejl at sætte mellemrum før og efter bindestregen (mens tankestreger omvendt skal have mellemrum før og efter).
I matematik bruges et tegn, minus, som ligner enten en bindestreg eller en tankestreg. Det benyttes til subtraktion og negation.

## I datalogi
I ASCII-tegnsættet findes bindestreg som tegn nummer 45 ( - ), og dette tegn kaldes også for minus-tegn og bruges også hertil – samt bliver brugt til tankestreger, hvis disse ikke er tilgængelige. I Unicode findes der dog både dette tegn (som U+002D), men der findes også en decideret bindestreg ( ‐ , U+2010) og et decideret minus ( − , U+2212) – sammen med en lang række tankestreger.